# Формовочный газ
Формовочный газ — смесь водорода (молярная доля бывает разной) и азота. Иногда смесь называют «расщеплённой аммиачной средой», или «средой расщеплённого аммиака», согласно химической реакции, в результате которой эта смесь образуется:
2 NH3 → 3H2+ N2
Формовочный газ может производиться с применением термического расщепления аммония в аммиачном расщепителе или в генераторе формовочного газа.
Формовочный газ используют в качестве среды для процессов, которым необходимы свойства водорода. Формовочный газ, так же как и газ водород — взрывоопасен. Нижняя граница взрывоопасности для 100 % водорода составляет около 4 %, а для формовочного газа — 5,6 % при комнатной температуре. При более высоких температурах газа, эта граница, соответственно, снижается. Смесь используют в камерах для газовой гиперсенситизации, процесса, во время которого фотоплёнка нагревается формовочным газом, то позволяет вывести из неё влагу и кислород, а также повысить уровень базовой вуализации. Гиперсенситизацию используют в астрофотографии глубокого космоса, которая имеет дело с низкоинтенсивным входным светом, требует длительных выдержек, а потому особенно чувствительной к загрязнениям фотоплёнки.
Формовочный газ тоже используется для катализа в перчаточных боксах, а также в качестве среды для процессов нормализации (металлургия) . Газ применяют и как восстановитель при низко- и высокотемпературной пайке и сварке, для устранения окисления шва, при использовании флюса.
Достаточно часто формовочный газ используют в металлургических печах для нормализации, для термической обработки стали, поскольку он уменьшает уровень оксидов на поверхности металла.